# Manns Harbor
Manns Harbor – jednostka osadnicza w Stanach Zjednoczonych, w stanie Karolina Północna, w hrabstwie Dare.